# Jérôme Alexander Sillem (1840-1912)

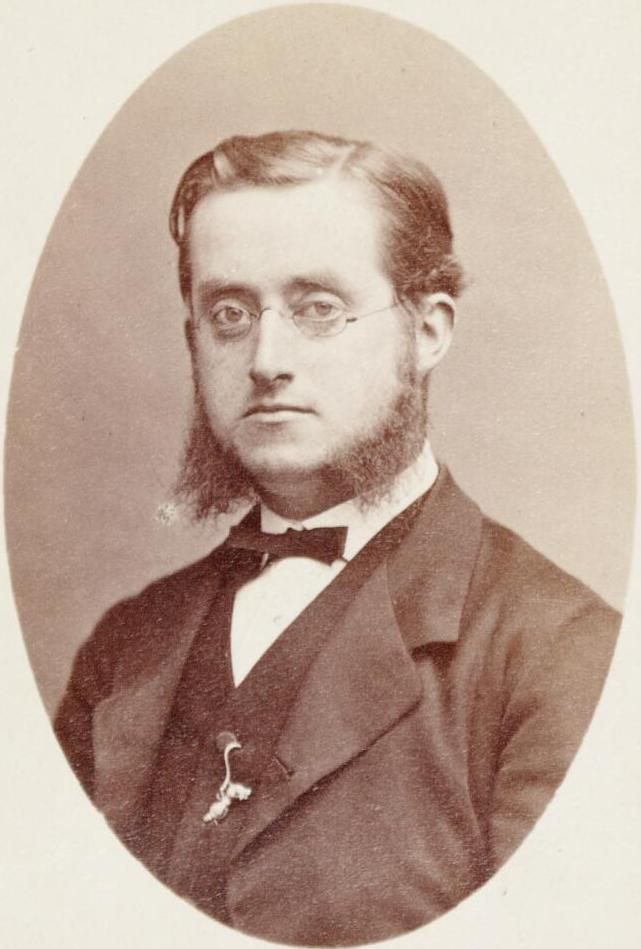
Jérôme Alexander Sillem omstreeks 1870

Jérôme Alexander Sillem (Amsterdam, 24 oktober 1840 - aldaar, 29 april 1912) was een Nederlands jurist, geschiedkundige (in het bijzonder van de Bataafse en Franse periode) en politicus. Als aanhanger van de publieke zaak was Sillem actief in allerlei functies. Amsterdam koos hem op 20 december 1882 tot lid van de gemeenteraad, daarna tot lid van de Provinciale Staten, waarna die Staten hem sedert 1891 een plaats gaven in het college van Gedeputeerde Staten van de provincie Noord-Holland. Ook was Sillem een van de grondleggers van het Amsterdamse Concertgebouw en stichtte hij samen met Anthonius Berns het Burgerziekenhuis te Amsterdam.

## Familie
Sillem groeide op in Amsterdam als zoon van Ernst Sillem (1807-1861) en Henriette Hielbig (1810-1876). Zijn vader was als firmant werkzaam bij de firma Hope & Co te Amsterdam. De familie Sillem kwam oorspronkelijk uit Hamburg en omstreken. Sillems grootvader Jérome Sillem was bankier in Hamburg. Deze Jérome Sillem werd in 1815 firmant van het Brits-Nederlandse handelshuis Hope & Co te Amsterdam en vestigde zich daar met zijn gezin in het door hem aangekochte herenhuis aan de Herengracht 478. Jérôme Alexander groeide op in ditzelfde huis. In februari 1878 verhuisde hij naar de Herengracht 577, waar hij tot zijn overlijden bleef wonen. Zijn zuster Louise woonde bij hem in, tot haar huwelijk in maart 1879 met Balthazar Heldring.

## Opleiding
Sillem had als kind een enigszins zwakke gezondheid en kreeg tot zijn twaalfde thuis onderricht van Zwitserse gouvernantes en gouverneurs. Hij genoot zijn middelbareschoolopleiding van 30 januari 1853 tot mei 1857 aan de jongenskostschool Instituut Noorthey in Veur. Daar had ook zijn oudere broer Johann Gottlieb Sillem (1837-1896) les, alsmede later zijn jongere broer Emile Jérôme Sillem (1847-1877). Instituut Noorthey was een jongenskostschool die door Petrus de Raadt werd opgericht op 24 juni 1820. Het instituut was van 1820 tot 1882 in Veur gevestigd en van 1888 tot 1907 in Voorschoten. Qua omvang was de kostschool bedoeld voor ongeveer 30 leerlingen. Het niveau van het lesgeven was hoog. Ook prins Willem, de oudste zoon van koning Willem III en koningin Sophie genoot er zijn schoolopleiding, gedeeltelijk in dezelfde periode waarin Sillem er verbleef.
Sillem studeerde rechten en filosofie te Amsterdam aan het 'Athenaeum Illustre' van 1858 tot 1862. Hij was tijdens zijn studie lid van het literair dispuutgezelschap 'A.M.I.C.A.'. Later tijdens zijn studie werd hij nog lid van J.U.S., een juridisch dispuut. Na zijn studie in Amsterdam zette hij zijn studie voort aan de universiteit te Leiden waar hij promoveerde op zaterdag 23 april 1864 op 'De politieke en staathuishoudkundige werkzaamheid van Isaäc Jan Alexander Gogel' (uitgegeven bij Johannes Müller, Amsterdam, 1864). Alexander Gogel (1765-1821) was agent (minister) van Financiën ten tijde van de Bataafse Republiek, minister van Financiën in het Koninkrijk Holland en in de periode van de inlijving bij Frankrijk was hij intendant voor de Financiën en der Publieke Schatkist. Hij voerde een nieuw belastingstelsel in dat ten grondslag ligt aan het tegenwoordige. Hij speelde ook al een belangrijke rol ten tijde van de Bataafse Revolutie van 1795. Sillem wilde aantonen dat Gogel als politicus, als staatsman en als staathuishoudkundige een belangrijke rol gespeeld heeft. Eerst beschrijft hij Gogels politieke werkzaamheid, daarna worden zijn economische activiteiten belicht: zijn bemoeienissen met de belastingen en daarna 'andere zaken van staathuishoudkundigen aard'. 

## Loopbaan

### Advocatuur
Na zijn promotie op 23 april 1864 volgde in het najaar van 1864 Sillems beëdiging als advocaat, in welke hoedanigheid hij werkzaam was tot 1866. Hij was gedurende deze periode werkzaam als pro-Deoadvocaat. Iedere aankomende advocaat moest deze pro-Deoperiode doorlopen. Hoewel Sillem rechten had gestudeerd, trok de advocatuur of de rechterlijke macht hem duidelijk niet. Als geschiedkundige publiceerde hij diverse boeken en artikelen.
Sinds 21 april 1892 was Sillem lid van de Koninklijke Nederlandse Akademie van Wetenschappen te Amsterdam, de afdeling letterkunde (Maatschappij der Nederlandse Letterkunde). In deze periode gaf hij een werk uit genaamd: 'Tabellen van marktprijzen van granen te Utrecht in de jaren 1393 tot 1644 uit de rekeningen en weeklijsten van de Domproosdij, bewerkt en toegelicht door mr. J.A. Sillem'. (Verhandelingen der Koninklijke Academie van Wetenschappen te Amsterdam, afdeling letterkunde, nieuwe reeks, 3, nr. 4), (Uitgeverij: Johannes Müller, Amsterdam, 1901).
In de werken van het Historisch Genootschap gaf hij uit: Brieven van en aan Joan Derck van der Capellen tot den Pol (Utrecht, 1883)

### Politiek/Publieke Zaak
Over het verzoek van de stad Amsterdam aan hem om zitting te nemen in de gemeenteraad schreef hij in zijn herinneringen: "Een niet-onbemiddeld, ambteloos Meester in de Rechten van liberale richting en van behoorlijk gedrag kon (...) aan die onderscheiding niet ontkomen". Bepaald niet uit ambitie, louter uit standsverplichting werd Sillem lid van de gemeenteraad van de stad Amsterdam (1882-1891). Het verzoek om wethouder van openbare werken te worden (1886) sloeg hij wél af zoals ook al eerder het aan hem aangeboden Kamerlidmaatschap in 1877 door hem werd afgewezen. De toedracht was typerend voor dit milieu. Willem de Beaufort had zijn mederedacteur van 'De Gids' die zich in de hoogste standen kon begeven gevraagd zich kandidaat te stellen in een poging het patricische element in de volksvertegenwoordiging te versterken. Ook een professoraat in het volkenrecht te Leiden wees Sillem af. Wel was hij jarenlang lid van de Staatscommissie die diplomaten van Nederland aanwees. Ook was hij lid van de liberale kiesverenigingen 'Grondwet' en 'Burgerpligt', lid Provinciale Staten (1886-1912) en gedeputeerde van de Provincie Noord-Holland (1891-1912). Daarnaast werd Sillem gekozen in de Commissie van Bijstand voor de Publieke Werken die destijds ook alle Handelsinrichtingen en de Stadsreiniging omvatte.

## Kunst
Sillem had grote belangstelling voor de kunst in al haar verschillende uitingen; zo was hij eerst lid, later voorzitter van de Commissie van toezicht van de Rijksacademie voor Beeldende Kunsten, bestuurslid en later sedert 1875 secretaris binnen het bestuur van de 'Vereeniging tot het vormen van eene Openbare Verzameling van Hedendaagsche Kunst' die later in 1895 een plaats kreeg in het  Stedelijk Museum. Daarna bleef hij verbonden aan het Stedelijk Museum als lid van de commissie van toezicht. Sillem werd in 1878 secretaris van de nieuw ingestelde Commissie van Toezicht op de stedelijke schilderijen. In dat jaar werd hij ook benoemd tot lid der Commissie van Toezicht op de Rijksacademie van Beeldende Kunsten, hij nam in die commissie het secretariaat gedurende een aantal jaren waar. In de jaren vóór de opening van het Rijksmuseum werd hij ook lid van de commissie van toezicht op die instelling. Ook was hij bestuurslid van het Museum Willet-Holthuysen te Amsterdam en onder-voorzitter (bestuurslid) van de Vereniging Rembrandt (1884). Sillem zelf was betrokken bij de oprichting van de Vereniging Rembrandt in 1883. 
Gedurende bijna 50 jaar was Sillem een zeer werkzaam en invloedrijk bestuurslid van de Afdeling Amsterdam van de Maatschappij tot Bevordering der Toonkunst. Van het conservatorium dat onderdeel vormde van deze organisatie was Sillem sinds 1884 lid van de raad van bestuur. In 1886 werd hij benoemd tot voorzitter van het conservatorium te Amsterdam.

### Concertgebouw
De muziek genoot Sillems grote belangstelling; zelf een niet onverdienstelijk amateurpianist, stond hij in contact met een groot aantal belangrijke Nederlandse en buitenlandse componisten en uitvoerende musici. Hij was in het bijzonder bevriend met de componisten Johannes Brahms en Julius Röntgen.
In september 1881 werd een 'Voorlopige Commissie tot het bouwen van eene concertzaal' gevormd door een zestal heren, A.F.K. Hartogh, mr. J. A. Sillem, D.H. Joosten, katoenmakelaar, P.A.L. van Ogtrop, voorzitter Vereeniging voor Effectenhandel, H.J. De Marez Oyens, bankier en W. Cnoop Koopmans, directeur van Levert en Co. Sommigen van hen waren ook lid van het bestuur van de Afdeling Amsterdam van de Maatschappij tot bevordering der Toonkunst. De commissie startte haar werkzaamheden begin 1882. Door deze commissie werd de 'Vereeniging Concertgebouw' opgericht; voor deze rechtsvorm werd gekozen als een middel om gelden bijeen te brengen. Het eerste bestuur van de N.V. 'Het Concertgebouw' bestond uit Joosten,  Sillem, Van  Ogtrop, De Marez Oyens (penningmeester) en Cnoop Koopmans, die later als secretaris werd opgevolgd door R. van Rees. Aanvankelijk was de heer Van Ogtrop voorzitter, maar na een jaar nam Sillem deze taak van hem over. Hij heeft deze tot aan de voltooiing van het project uitgevoerd. Wie voor minstens duizend gulden aandelen kocht in de N.V. het Concertgebouw (Amsterdam) had het recht van voorkeur op twee zitplaatsen bij alle voor hem toegankelijke uitvoeringen. Ondanks bezwaren en gebrek aan medewerking, slaagde dit consortium er in om op een plek die toen nog geheel uit weilanden bestond, het Concertgebouw op te trekken, geheel uit particulier initiatief.

## Overige bestuurlijke functies

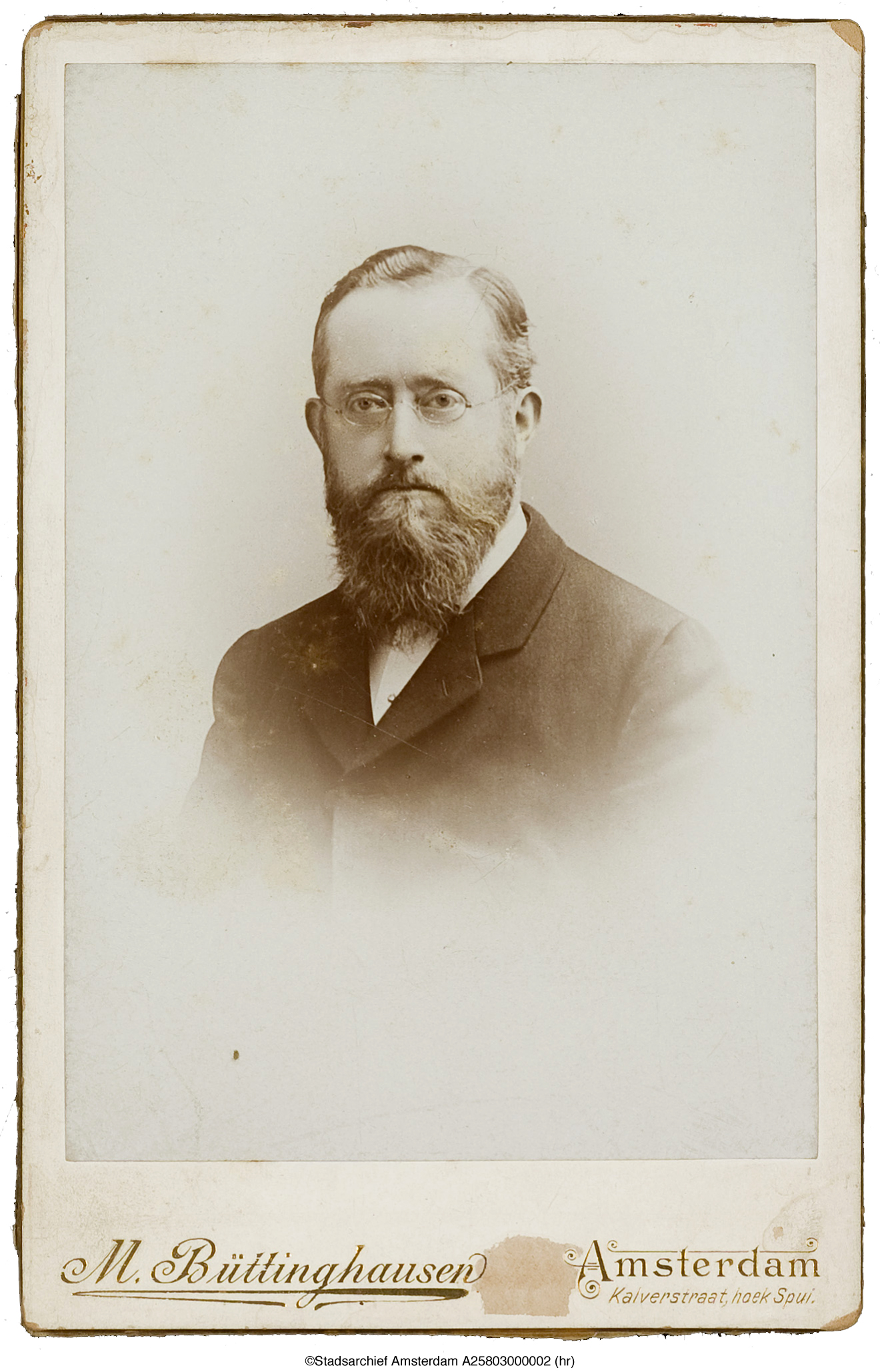
Jérôme Alexander Sillem omstreeks 1890

Nog tal van functies in de besturen van verschillende stichtingen van openbaar nut waarin Sillem zitting had volgden; zoals het vicevoorzitterschap van wat oorspronkelijk officieel het 'Rij- en Wandelpark' heette. In 1867 werd het standbeeld ter herinnering aan Joost van den Vondel geplaatst en in 1880 werd de naam officieel Vondelpark. Sillem was verder voorzitter van het Watersnoodfonds, commissaris van Noord-Holland van het waarborgfonds van het Nederlands Werkliedenfonds, voorzitter van de afdeling 'Kosthuizen' van de 'Maatschappij voor den Werkenden Stand' en commissaris van de 'Woning-maatschappij', president-commissaris van de Naamloze Vennootschap 'Het Tijdschrift Eigen Haard' (vanaf 1895) en commissaris bij het bankiershuis Hope & Co waar zijn oudere broer Johann Gottlieb Sillem firmant was. 

### Burgerziekenhuis
Dr. A.W.C. Berns, de initiatiefnemer van het project om aan de Linnaeusstraat te Amsterdam het Burgerziekenhuis te doen verrijzen, vroeg Sillems bijstand bij de realisatie van dit project. Sillem, die tijdens de oprichtingsperiode eerst de functie van secretaris en later in het proces die van penningmeester vervulde beschikte over een uitgebreid netwerk van gefortuneerde zakenrelaties, vrienden, kennissen en familieleden onder wie bijvoorbeeld de Borski's en vroeg hun om bij te dragen aan de realisatie van de onderneming. Zelf doneerde hij ook een aanzienlijk bedrag. Zonder deze particuliere bijdragen zou het niet gelukt zijn de bouw van het ziekenhuis te voltooien. Toen Sillem zelf een tijd werd opgenomen in het burgerziekenhuis besloot hij tijdens zijn verblijf aldaar zijn herinneringen op te schrijven.

### Sillem-fonds
In 1912 liet Sillem zijn bibliotheek en een legaat van 5000 gulden na aan de gemeente Amsterdam. De opbrengst (rente) van het geldbedrag was bestemd voor de aankoop van geschiedkundige werken voor de Universiteitsbibliotheek van de Universiteit van Amsterdam. In januari 1889 was hij een van de aanwezigen bij de vergadering voor het stichten van een nieuwe gehoorzaal voor de universiteit. Ruim twintig jaar later legateerde Sillem zoals hierboven vermeld vijfduizend gulden voor de universiteit van Amsterdam, dat tot bijna veertigduizend gulden was uitgegroeid op het moment van de gemeentelijke overdracht aan de Universiteit van Amsterdam.

## Bergwandelen
Naast zijn werk voor de publieke zaak, zijn functies in besturen van Amsterdamse instellingen, het publiceren van enkele geschiedkundige boeken alsmede publicaties in diverse tijdschriften, vond Sillem ontspanning in het wandelen. Enkele artikelen in 'De Gids' geven impressies van een aantal berggebieden: De Alpen en de Dolomieten. Vooral het gebied Sils im Engadin/Segl werd door Sillem geregeld bezocht.

## Tijdschrift 'De Gids'
Sillem was vanaf 1871 mederedacteur van het tijdschrift 'De Gids'. Hij schreef in dit tijdschrift behalve onder zijn eigen naam ook onder het pseudoniem H. Drilman, zoals bij het schrijven van de novelle 'De Kroostwijk's', die in 'De Gids' gepubliceerd werd in 1874. Remieg Aerts zegt hierover in zijn boek 'De Letterheren': "'De Kroostwijk's' was gesitueerd in de Amsterdamse welgestelde burgercoterie van zakenlieden en renteniers. De verteller was hier zowel personage als guitig commentator, die met een knipoog naar zijn lezers de opvattingen en gewoonten van het eigen milieu wat ironiseerde".
Met onder anderen Willem Hendrik de Beaufort, J.C. Costerus, Gerard Heymans en T.M. Tromp stelde Sillem tussen 1868 en 1884 geregeld het 'Bibliographisch album' samen voor 'De Gids'.

## Laatste dagen van Jérôme Alexander Sillem
Op 20 april 1912 vond in Maison Couturier aan de Keizersgracht 674 ter gelegenheid van het honderdvoudig oom- en oudoomschap van J.A. Sillem een feest plaats; eerst een bioscoopvoorstelling voor de neven en nichten tot 13 jaar en daarna een diner voor iedereen van 13 jaar en ouder. Negen dagen later, op 29 april 1912 werd Jérôme Alexander Sillem dood aangetroffen in zijn huis aan de Herengracht 577. Op 2 mei 1912 werd het stoffelijk overschot van Sillem ter aarde besteld op begraafplaats Zorgvlied te Amsterdam waar hij een graf deelt met zijn jongste broer Emile Jérôme Sillem (1847-1877). Het graf met grafnummer O-I-226A werd in 2012 gerestaureerd. Tijdens zijn leven werd J.A. Sillem een aantal keren onderscheiden; hij was Ridder in de Orde van de Nederlandse Leeuw en Officier in de Orde van Oranje-Nassau.

## Publicaties

### InDe Gids
- ‘Edgar Quinet, geschiedschrijver en staatkundige.’ (1869)
- ‘Een kijkje in de Beethoven-litteratuur.’ (1871)
- ‘Het Nederlandsche koraalboek en de volkszang.’ (1871)
- ‘De Klaagliederen van Thomas Carlyle.’ (1871)
- ‘Verhuizing.’ (1872)
- ‘Vrijen.’ (1872)
- ‘mr. Johan Valckenaer en de uitgeweken patriotten in Artois, 1787-1795.’ (1872)
- ‘Beethoven-Litteratuur.’ (1874)
- ‘De Kroostwijk's.’ (1874)
- ‘mr. Jacob Blauw en zijne memorie van instructie.’ (1875)
- ‘Holland en West-Friesland 1494-1514.’ (1877)
- ‘De Pruisische neutraliteitspolitiek in de jaren 1795-1806.’ (1877)
- ‘De ambtsbrieven van Anton Reinier Falck.’ (1878)
- ‘Hendrik van Stralen (1751-1822).’ (1879)
- ‘Frederik de Groote.’ (1880)
- ‘Thomas Carlyle's leerjaren.’(1881)
- ‘Joan Derck van der Capellen tot den Pol.’ (1882)
- ‘In de Alpen.’ (1886)
- ‘Letterkundige kroniek.’ (1884 t/m 1887, 1889)
- ‘De Jacobijnen.’ (1885)
- ‘In het land der Dolomieten.’ (1887)
- ‘Johan J.H. Verhulst.19 maart 1816 - 17 januari 1891.’ (1891)
- ‘Bibliographie.’ (1890, 1893)
- ‘Het souvereine prinsdom Oranje.’ (1893)
- ‘Blok's geschiedenis van het Nederlandsche volk.’ (1894)

### Biografieën
- De politieke en staathuishoudkundige werkzaamheid van Isaäc Jan Alexander Gogel (Amsterdam, Uitgeverij Johannes Müller, 1864)
- Het leven van mr. Johan Valckenaer (1759-1821), naar onuitgegeven bronnen bewerkt (uitgegeven door Van Kampen en Zn., 1876). In twee delen. Johan Valckenaer was een Nederlands jurist, patriot en diplomaat. Conrad Busken Huet (1826-1886) heeft aan dit werk van Sillem een studie gewijd.[1]
- Het leven van Dirk van Hogendorp (1761-1822), naar grotendeels onuitgegeven bronnen bewerkt (Amsterdam, Van Kampen, 1890). Herdrukt in 2010.